# Cisticola brachypterus
El cistícola alicorto (Cisticola brachypterus) es una especie de ave paseriforme de la familia Cisticolidae propia del África austral.

## Descripción
Es un pájaro pequeño con el plumaje de las partes superiores parduzco, con veteado oscuro en la espalda, y sus partes inferiores más claras, la garganta y el pecho blanquecinos y el vientre de un tono canela claro.
Se parece a su pariente el cistícola coronirrufo, pero con la cola más corta y sin la mancha rojiza del píleo del coronirrufo.

## Taxonomía

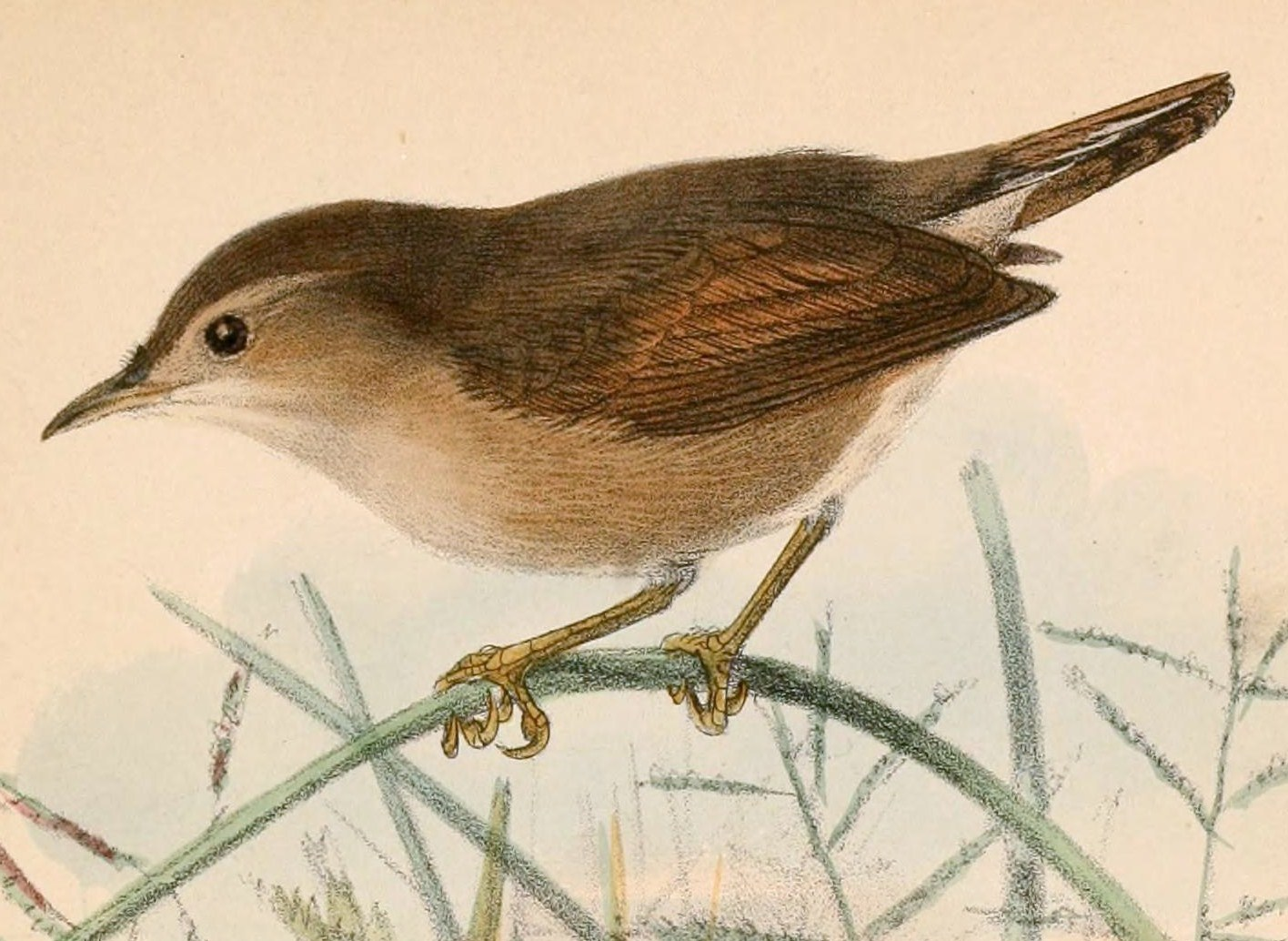
Ilustración de Keulemans, 1870.

Fue descrito científicamente en 1870 por el ornitólogo inglés Sharpe, con el nombre científico de Drymoeca brachyptera. Posteriormente fue trasladado al género Cisticola.
Se reconocen nueve subespecies:
- C. b. brachypterus: se extiende desde Senegal y Gambia hasta el oeste de Sudán, el norte de la RDC y el norte de Angola;
- C. b. hypoxanthus: se encuentra noreste de RDC, Sudán del Sur y norte de Uganda;
- C. b. zedlitzi: localizda en Eritrea y Etiopía;
- C. b. reichenowi: está presente del sur de Somalia al noreste de Tanzania;
- C. b. ankole: se extiende del este de la RDC y el sur de Uganda al noroeste de Tanzania;
- C. b. kericho: localizada en el suroeste de Kenia;
- C. b. katonae: se encuentra desde el interior de Kenia al norte de Tanzania;
- C. b. loanda: se extiende desde el centro de Angola al sur de la RDC y el oeste de Zambia;
- C. b. isabellinus: está presente desde Zambia y el sur de Tanzania hasta Mozambique.

## Distribución y hábitat
Se encuentra en la mayor parte del África subsahariana, distribuido desde África occidental hasta Etiopía y llegando hasta Mozambique por el sur. Está ausente en las zonas más áridas de África austral y el Cuerno de África, y en las zonas más densas del bosque. Es abundante en los claros del bosque, especialmente en los de miombo (Brachystegia), pero también se encuentra en otros tipos de bosque y sabana. Además ocupa las zonas de matorral con motículos de termitas, la vegetación de caceras y cunetas y los límites de las zonas de cultivo.

## Comportamiento
Se alimenta principalmente de insectos como termitas, saltamontes, escarabajos y chinches, que busca en el suelo y entre las matas de hierba.
En Zimbabue se reproduce de noviembre a marzo. Su nido es una bola compacta de hierba y hojas con una entrada lateral, reforzada con telas de araña. Generalmente lo sitúa cerca del suelo en el interior de una mata de hierba o un matorral pequeño. Suele poner entre 2-4 huevos, que son incubados solo por la hembra durante unos 14 días. Los polluelos permanecen otros 17 días en el nido.